# Bataille de Samarra
Seconde guerre civile irakienne
La bataille de Samarra a lieu en 2014 au cours de la seconde guerre civile irakienne.

## Déroulement
Le 5 juin 2014, vers 3h30 du matin, les djihadistes de l'État islamique en Irak et au Levant (EIIL) attaquent la ville de Samarra. Ils entrent pendant la nuit à l'est et à l'ouest de la ville et prennent le contrôle de l'hôtel de ville et de l'université, où ils hissent leur drapeau noir. Ils prennent également les deux plus grandes mosquées de Samarra et arrivent à moins de deux kilomètres du sanctuaire Al-Askari, lieu saint du chiisme, fortement défendu cependant par les forces de sécurité irakiennes.
Les assaillants arrivent avec plusieurs dizaines de véhicules et attaquent les postes de contrôle de sécurité et les commissariats, neuf policiers sont tués et 45 personnes sont blessées. Un autre groupe s'empare de la maison d'Abdul-Karim al-Samarraie, ministre des Sciences et des Technologies et tuent trois de ses gardes. Les insurgés quittent ensuite le lieu lorsqu'ils constatent que le ministre n'est pas présent sur place.
Maîtres de plusieurs quartiers, les djihadistes annoncent par haut-parleurs la « libération » de la ville et appellent les habitants à se soulever contre le gouvernement chiite de Bagdad.
Mais quelques heures plus tard, l'armée irakienne commandée par le général de division Sabah al-Fatlawi contre-attaque. Des hélicoptères interviennent et pilonnent les positions de l'EIIL. En fin de journée, l'armée reprend le contrôle de la totalité de la ville.
Selon l'armée irakienne, plusieurs dizaines de djihadistes ont été tués lors des combats. Le général Sabah al-Fatlawi affirme de son côté que 80 insurgés ont été tués. Selon un commandant de la police et un médecin, 12 membres des forces de sécurité sont morts.